# Poussay
Poussay és un municipi francès, situat al departament dels Vosges i a la regió del Gran Est. L'any 2007 tenia 725 habitants.

## Demografia

### Població
El 2007 la població de fet de Poussay era de 725 persones. Hi havia 292 famílies, de les quals 60 eren unipersonals (12 homes vivint sols i 48 dones vivint soles), 116 parelles sense fills, 88 parelles amb fills i 28 famílies monoparentals amb fills.
La població ha evolucionat segons el següent gràfic:
Habitants censats

### Habitatges
El 2007 hi havia 315 habitatges, 299 eren l'habitatge principal de la família, 2 eren segones residències i 14 estaven desocupats. 288 eren cases i 27 eren apartaments. Dels 299 habitatges principals, 260 estaven ocupats pels seus propietaris, 30 estaven llogats i ocupats pels llogaters i 9 estaven cedits a títol gratuït; 1 tenia una cambra, 6 en tenien dues, 20 en tenien tres, 80 en tenien quatre i 192 en tenien cinc o més. 238 habitatges disposaven pel capbaix d'una plaça de pàrquing. A 115 habitatges hi havia un automòbil i a 156 n'hi havia dos o més.

### Piràmide de població
La piràmide de població per edats i sexe el 2009 era:
| Homes | Edats   | Dones |
| ----- | ------- | ----- |
| 0     | 95 o +  | 0     |
| 0     | 90 a 94 | 8     |
| 4     | 85 a 89 | 4     |
| 4     | 80 a 84 | 4     |
| 16    | 75 a 79 | 16    |
| 12    | 70 a 74 | 20    |
| 28    | 65 a 69 | 12    |
| 20    | 60 a 64 | 24    |
| 12    | 55 a 59 | 12    |
| 8     | 50 a 54 | 40    |
| 36    | 45 a 49 | 32    |
| 20    | 40 a 44 | 16    |
| 40    | 35 a 39 | 32    |
| 24    | 30 a 34 | 20    |
| 20    | 25 a 29 | 8     |
| 24    | 20 a 24 | 12    |
| 36    | 15 a 19 | 28    |
| 24    | 10 a 14 | 24    |
| 20    | 5 a 9   | 24    |
| 16    | 0 a 4   | 12    |

## Economia
El 2007 la població en edat de treballar era de 480 persones, 332 eren actives i 148 eren inactives. De les 332 persones actives 313 estaven ocupades (165 homes i 148 dones) i 19 estaven aturades (8 homes i 11 dones). De les 148 persones inactives 79 estaven jubilades, 37 estaven estudiant i 32 estaven classificades com a «altres inactius».

### Ingressos
El 2009 a Poussay hi havia 300 unitats fiscals que integraven 732 persones, la mediana anual d'ingressos fiscals per persona era de 19.096 €.

### Activitats econòmiques
Dels 34 establiments que hi havia el 2007, 1 era d'una empresa alimentària, 4 d'empreses de fabricació d'altres productes industrials, 4 d'empreses de construcció, 14 d'empreses de comerç i reparació d'automòbils, 1 d'una empresa de transport, 2 d'empreses d'hostatgeria i restauració, 1 d'una empresa financera, 1 d'una empresa immobiliària, 4 d'empreses de serveis, 1 d'una entitat de l'administració pública i 1 d'una empresa classificada com a «altres activitats de serveis».
Dels 9 establiments de servei als particulars que hi havia el 2009, 4 eren tallers de reparació d'automòbils i de material agrícola, 2 tallers d'inspecció tècnica de vehicles, 2 paletes i 1 restaurant.
Dels 3 establiments comercials que hi havia el 2009, 1 era un hipermercat, 1 una llibreria i 1 una botiga d'electrodomèstics.
L'any 2000 a Poussay hi havia 7 explotacions agrícoles que ocupaven un total de 552 hectàrees.

## Equipaments sanitaris i escolars
El 2009 hi havia una escola elemental.

## Poblacions més properes
El següent diagrama mostra les poblacions més properes.